# Pieczęć stanowa Utah

Pieczęć stanowa Utah

Pieczęć stanowa Utah została przyjęta przez stanowy parlament 3 kwietnia 1896 roku. Projektantem był Harry Edwards. 
Przedstawia bielika amerykańskiego, symbolizującego nadrzędność i opiekę rządu federalnego. Amerykańskie flagi - patriotyzm. Ul oznacza pracowitość osadników. Nad ulem wstęga z dewizą stanu (pol.) "Pracowitość". Obok niego kwiaty trojednika. Jest symbolem pokoju, gdyż Indianie uważają je za święte i nigdy nie walczyli na terenach, gdzie rosły. Daty oznaczają przybycie pierwszych osadników (1847) i przyjęcie stanu do USA (1896). 